# Kvidinge
Kvidinge är en tätort i Åstorps kommun i Skåne län. 

## Historia
Kvidinge är kyrkbyn i Kvidinge socken och ingick efter kommunreformen 1862 i Kvidinge landskommun. I denna inrättades för orten 31 mars 1932 Kvidinge municipalsamhälle som sedan kom att upphörde först när landskommunen 1971 ombildades till kommun som senare 1974 uppgick i Åstorps kommun.
Helsingborg–Hässleholms Järnväg (HHJ) började byggas under tidigt 1870-tal och kunde invigas i sin fulla längd år 1875. Den slutgiltiga sträckningen blev via Åstorp, Kvidinge och Klippan. HHJ förstatligades 1940 och elektrifierades 1943.  Persontrafiken lades ned i början av 1970-talet, men stationen öppnades åter för persontrafik den 17 augusti 2014.

### Befolkningsutveckling
| Befolkningsutvecklingen i Kvidinge 1960–2020 | Befolkningsutvecklingen i Kvidinge 1960–2020 | Befolkningsutvecklingen i Kvidinge 1960–2020 | Befolkningsutvecklingen i Kvidinge 1960–2020 | Befolkningsutvecklingen i Kvidinge 1960–2020 |
| -------------------------------------------- | -------------------------------------------- | -------------------------------------------- | -------------------------------------------- | -------------------------------------------- |
|                                              |                                              |                                              |                                              |                                              |
| År                                           |                                              |                                              | Folkmängd                                    | Areal (ha)                                   |
| 1960                                         | 1960                                         |                                              | 1 286                                        |                                              |
| 1965                                         | 1965                                         |                                              | 1 333                                        |                                              |
| 1970                                         | 1970                                         |                                              | 1 321                                        |                                              |
| 1975                                         | 1975                                         |                                              | 1 476                                        |                                              |
| 1980                                         | 1980                                         |                                              | 1 517                                        |                                              |
| 1990                                         | 1990                                         |                                              | 1 645                                        | 146                                          |
| 1995                                         | 1995                                         |                                              | 1 776                                        | 150                                          |
| 2000                                         | 2000                                         |                                              | 1 733                                        | 151                                          |
| 2005                                         | 2005                                         |                                              | 1 796                                        | 151                                          |
| 2010                                         | 2010                                         |                                              | 1 854                                        | 153                                          |
| 2015                                         | 2015                                         |                                              | 1 823                                        | 183                                          |
| 2020                                         | 2020                                         |                                              | 1 972                                        | 186                                          |
|                                              |                                              |                                              |                                              |                                              |

## Samhället
I Kvidinge återfinns Kvidinge kyrka som uppfördes 1884 - 1886

## Näringsliv
Förpackningsindustrin JD Stenqvist har sitt huvudkontor här.

### Handel
Kvidinge hade en Konsumbutik fram till sommaren 2003 när Coop valde att lägga ner den. Verksamheten togs dock över av lokala företagare som fortsatte driva butiken som en Matöppet.

### Bankväsende
En lokal sparbank för Kvidinge, Kvidinge pastorats sparbank, grundades 1884. Den uppgick år 1971 i Åsbo sparbank jämte flera andra sparbanker i området. Åsbo sparbank uppgick senare i Sparbanken Skåne som år 1990 valde att lägga ner kontoret.
Industribanken hade kontor i Kvidinge från 1917. Denna bank uppgick i Nordiska handelsbanken som drog in kontoret 1925.
År 2005 försvann även Svensk kassaservice, som då var Kvidinges sista bankservice.

## Sevärdheter

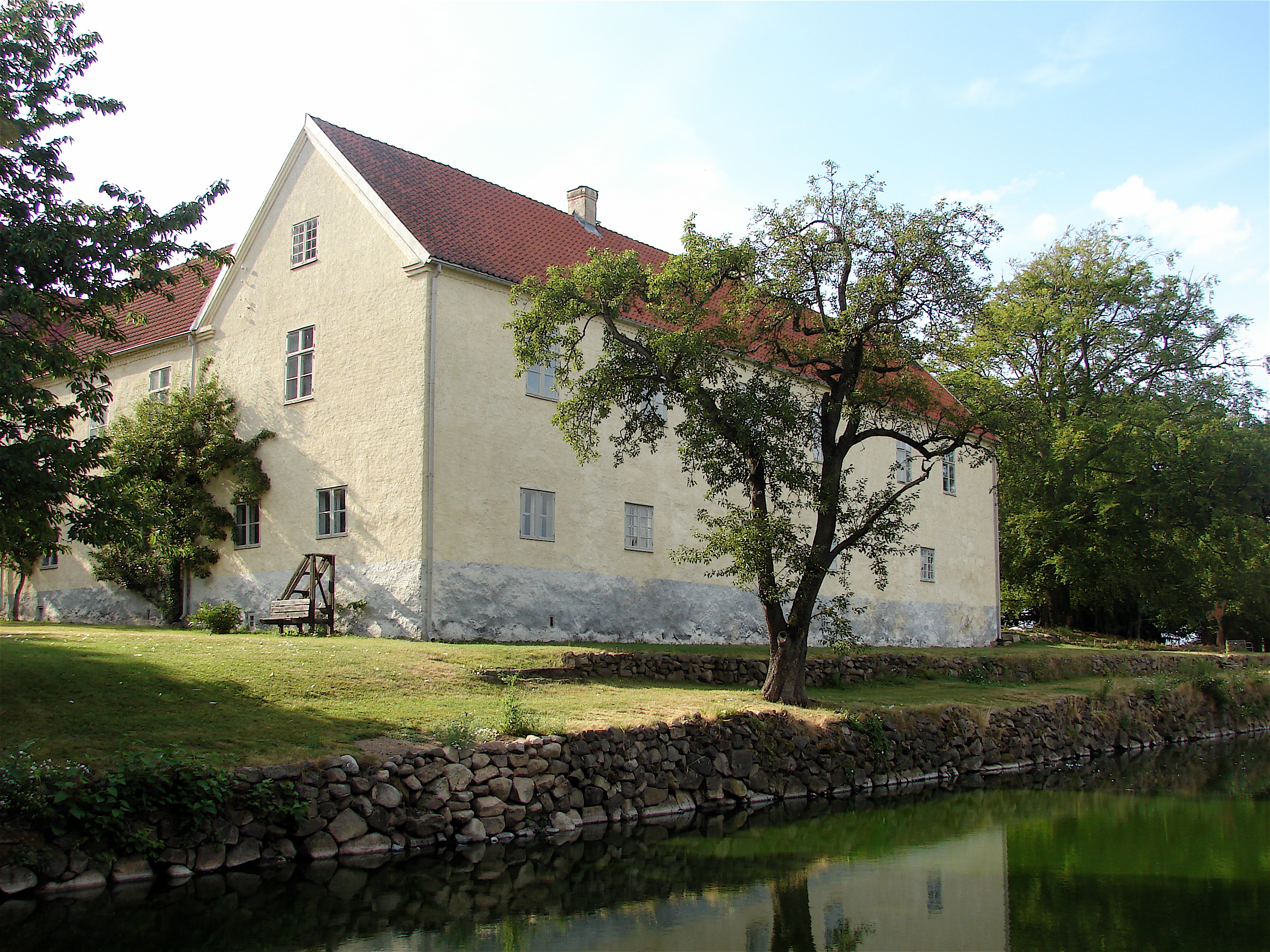
Tommarps kungsgård

I Kvidinge finns flera kulturella mål att besöka, däribland Tomarps kungsgård som är ett litet skånskt slott med anor från 1200-talet. Dessutom finns vid kyrkan det  Gyllenbielkeska hospitalet (som har sitt namn efter donatorn Håkan Gyllenbielke). 
Kvidinge är känt för sin gamla Kvidinge hed, där många stormanövrar hålls. Heden är även känd efter det att kronprins Karl August föll av sin häst och dog där 1810, troligtvis av en hjärnblödning. Där står nu monumentet i Kvidinge som minnesmärke över kronprinsen. 
Monumentet skadades svårt efter ett blixtnedslag den 23 juni 2025. 
Kvidinge har även ett friluftsbad som även besöks av bybor från orterna omkring Kvidinge.